# Słownik łacińsko-polski Piotra z Uścia
Słownik łacińsko-polski – słownik łacińsko-polski opracowany przez Piotra z Uścia w 1450.
Autor słownika był prawdopodobnie nauczycielem w szkole katedralnej lub klasztornej we Lwowie. Miejscowość Uście identyfikowana była dawniej z Ujściem w Wielkopolsce, zaś współcześnie raczej z Uściem Solnym. Inne informacje na temat autora nie są znane.
Rękopis słownika znajduje się w Bibliotece Kapituły Katedralnej w Krakowie. Słownik oparty został na popularnych w średniowieczu dziełach, wymienionych na początku, jak Derivationes Hugona z Pizy, Catholicon Jana de Balbis, Vocabulista Papiasa z Pawii, Vocabularius biblicus Guilelma Brito. Słownik zawiera wiele objaśnień polskich. Wśród wyrazów polskich dominują nazwy pospolite. Po słowniku umieszczony jest wiersz po łacinie, zawierający informację o czasie i celu sporządzenia oraz autorze lub kopiście (Petrus de Uscze). Innym charakterem pisma dopisany został później wiersz w języku polskim, znany jako Satyra na leniwych chłopów.